# Néstor García Canclini
Néstor García-Canclini (Argentina, 1939) és un antropòleg argentí contemporani. Ha tractat el tema de la postmodernitat i la cultura, prenent en compte una perspectiva llatinoamericana.
García-Canclini va estudiar lletres i es va doctorar el 1975 per la Universitat Nacional de La Plata i, tres anys després, amb una beca atorgada pel CONICET, es va doctorar per la Universitat de París. Va exercir la docència a la Universitat de La Plata (1966-1975) i a la Universitat de Buenos Aires (1974-1975). Des de 1990 és professor i investigador de la Universitat Autònoma Metropolitana, Unitat Iztapalapa, on dirigeix el Programa d'Estudis sobre Cultura.
Nestor García ha estat professor visitant de diverses universitats, entre elles les de Nàpols, Austin, Stanford, Barcelona, Buenos Aires i São Paulo.
Canclini ha estat un dels principals antropòlegs que ha tractat la postmodernitat i la cultura des de la perspectiva llatinoamericana. Un dels principals termes que ha encunyat és el de "hibridesa". Es tracta d'un concepte propi de qualsevol àmbit, però sobretot del cultural, donant pas al que avui entenem per gèneres híbrids, que són llocs d'intersecció entre el visual i el literari, el culte i el popular. Les "cultures híbrides", com les denomina, han estat "generades per les noves tecnologies comunicatives, pel reordenament del públic i el privat en l'espai urbà, i per la desterritorialització dels processos simbòlics". Un exemple d'això són els grups musicals contemporanis que barregen o juxtaposen corrents globals com el pop amb ritmes autòctons o tradicionals.

## Obres
Entre els seus llibres, traduïts a diverses llengües, destaquen: 
- Arte popular y sociedad en América Latina, Grijalbo, México, 1977
- La producción simbólica. Teoría y método en sociología del arte, Siglo XXI, México, 1979
- Las culturas populares en el capitalismo, Nueva Imagen, México, 1982
- ¿De qué estamos hablando cuando hablamos de lo popular?, CLAEH, Montevideo, 1986
- Cultura transnacional y culturas populares (ed. con R. Roncagliolo), Ipal, Lima, 1988
- Culturas híbridas. Estrategias para entrar y salir de la modernidad, Grijalbo, México, 1990
- Cultura y Comunicación: entre lo global y lo local, Ediciones de Periodismo y Comunicación.
- Las industrias culturales en la integración latinoamericana
- La globalización imaginada, Paidós, Barcelona, 1999
- Latinoamericanos buscando lugar en este siglo, Paidós, Buenos Aires, 2002